# Tomoaki Matsukawa
Tomoaki Matsukawa (Kanagawa, 18 april 1973) is een voormalig Japans voetballer.

## Carrière
Tomoaki Matsukawa speelde tussen 1996 en 2003 voor Bellmare Hiratsuka, Kyoto Purple Sanga, Consadole Sapporo en YKK.